# زد زد هيل
زد زد هيل (بالإنجليزية: Z. Z. Hill)‏ (و. 1935 – 1984 م) هو مغني أمريكي، ولد في نابلس، يستخدم آلات قيثارة، بدأ مشواره المهني سنة 1984، توفي في دالاس، تكساس، عن عمر يناهز 49 عاماً، بسبب نوبة قلبية.

## روابط خارجية
- زد زد هيل على موقع ميوزك برينز (الإنجليزية)
- زد زد هيل على موقع أول ميوزيك (الإنجليزية)
- زد زد هيل على موقع ديسكوغز (الإنجليزية)